# شوتا كانيكو
شوتا كانيكو (باليابانية: 金子 翔太) (2 مايو 1995 في نيكو في اليابان – )؛ هو لاعب كرة قدم ياباني سابق كان يلعب كمهاجم.

## وصلات خارجية
- شوتا كانيكو على موقع رابطة كرة القدم اليابانية للمحترفين (اليابانية)
- شوتا كانيكو على موقع قاعدة بيانات كرة القدم.إي يو (الإنجليزية)
- شوتا كانيكو على موقع Soccerway.com (الإنجليزية)
- شوتا كانيكو على موقع عالم كرة القدم.نت (الإنجليزية)
- شوتا كانيكو على موقع كووورة